# Residência Joaquim Franco de Melo
A residência do coronel Joaquim Franco de Mello fica localizada na altura do número 1919 da Avenida Paulista, na cidade de São Paulo, Brasil. O palacete, que atualmente pertence ao Estado de São Paulo, é o único resquício remanescente da primeira fase residencial da avenida Paulista, período entre 1891 e 1937 em que diversos membros da alta sociedade paulistana, formada por barões do café, donos de grandes indústrias e ricos comerciantes, decidiram erguir as suas elegantes mansões na mais nova avenida da cidade. O casarão foi construído pelo construtor licenciado Antônio Fernandes Pinto, cidadão português, em 1905.
Ocupando um terreno de 4720m², o imóvel possui 35 cômodos internos e uma grande área verde particular. De área construída, são 600m². A sua fachada é feita em estilo eclético, com influências da arquitetura européia da época de Luís XV, se utilizando de enfeites rococó do frontão curvo e nos caixilhos das janelas e mansarda renascentista com telhas francesas e torreão. A mistura de estilos que formam a casa confere a mesma uma aparência única, tornando-a um símbolo ímpar dos casarões da época.

## História
Em 1905 o construtor português Antônio Fernandes Pinto começou a construção do palacete da família Franco de Mello. Na época, a avenida Paulista era repleta de casarões luxuosos pertencentes à elite cafeeira paulista, chefes das indústrias e grandes comerciantes. O casarão pertence à primeira fase residencial da via, período que depreende entre os anos de 1891 e 1937. Em 1921, o local passou por uma reforma e foi ampliado, alcançando a atual quantidade de 35 cômodos diferentes espalhados pelos 600m² de área construída.
O terreno de 4720m² é repleto de uma área verde igualmente protegida por lei. O lote de terra ficava dentro de um lote ainda maior, que hoje é o Parque Mário Covas. Antigamente, ali ficava a Vila Fortunata, que foi demolida anos depois. Em 1932 o casarão ganhou o “habite-se”, documento que regula moradias na cidade de São Paulo. A casa abrigava o coronel Joaquim, a sua mulher Lavínia e seus três filhos: Raul Franco de Mello, Raphael Franco de Mello e Rubens Franco de Mello. Hoje o palacete é casa de um dos herdeiros da família, Renato Franco de Mello.

## Arquitetura
O valor arquitetônico do imóvel é bastante alto, por ser a única construção ainda de pé da primeira fase residencial da avenida Paulista. De estilo eclético, ela reúne influências de diversas épocas e países, tornando-se assim exemplar de grande riqueza por guardar exemplos concretos das diferentes formas utilizadas nas construções da época.

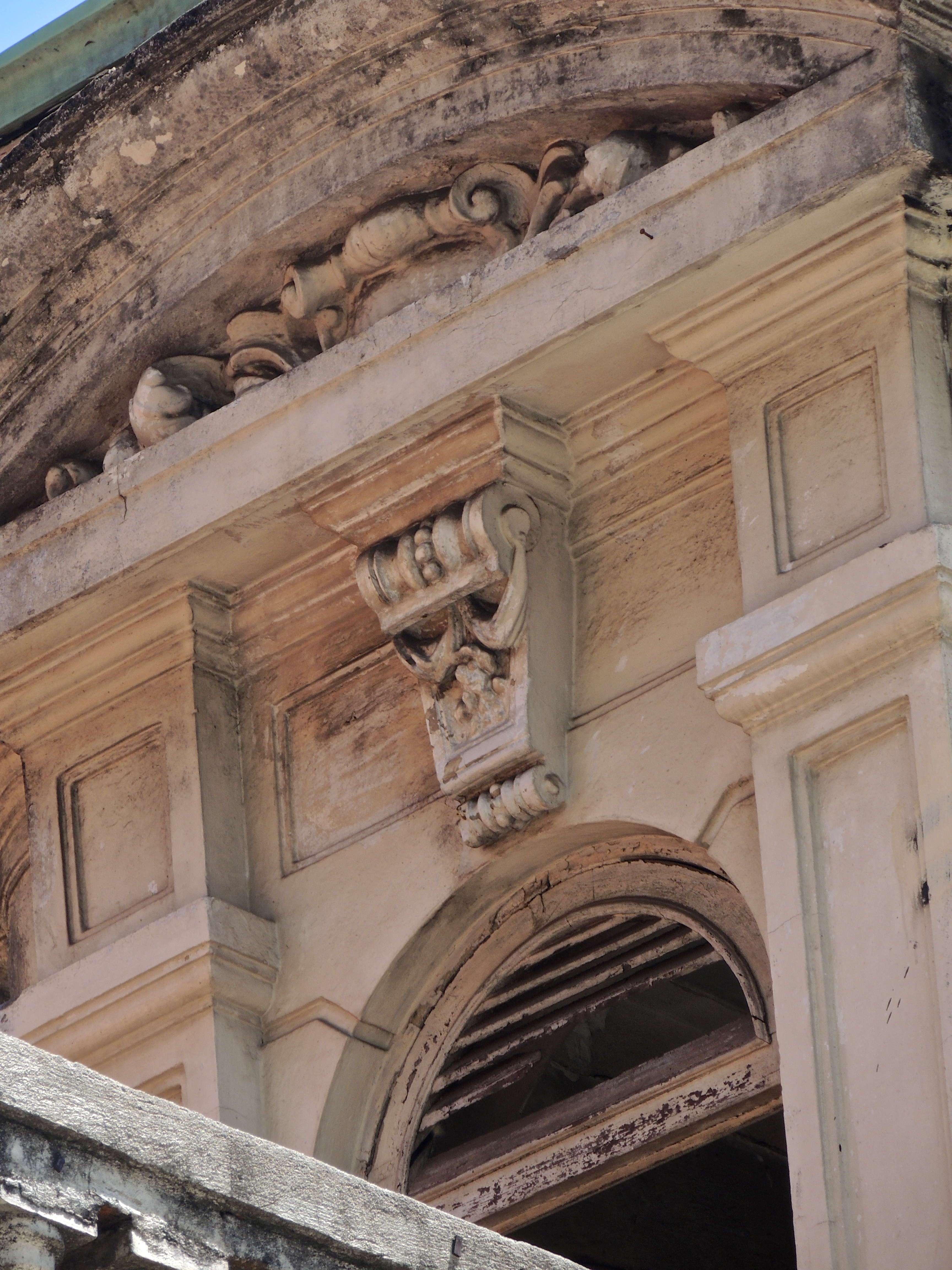
Imagem mostra detalhes da arquitetura do local

As torres são no estilo mouriscas; os capitéis e frontões são provençal-urbano; o telhado, com mansarda, possui detalhes renascentistas; as telhas são francesas e de torreão; as janelas possuem ornamentação rococó no frontão curvo e nos caixilhos; há um toque rococó da época de Luís XV, monarca francês, por toda a fachada da propriedade. Do lado de dentro, ainda há uma grande quantidade de móveis antigos, chegando até a época colonial, como um banco de jacarandá do século XVIII, e inúmeras obras de arte que decoram o ambiente.
O edifício também possui características marcantes, como o porão alto, que não é algo que vemos comumente em casas brasileiras. A distribuição dos 35 cômodos pelos andares da casa também marca a transição entre os velhos sobrados e as casas térreas. Outro detalhe marcante é a pequena escada que leva diretamente à porta de entrada. Tanto essa escadaria, como as colunas e frontões de pedra foram pensadas para ornar com as fachadas dos edifícios principais da época.
A residência foi erguida em um momento em que se analisava uma nova disposição dos lotes na região, em que os jardins eram instalados lateralmente, aumentando a distância entre os vizinhos. Também havia jardins na parte da frente do terreno, e estes eram delimitados com gradis de ferro entre o lote e o passeio público. O recuo criado pela área arborizada à frente da casa valoriza a fachada, permitindo uma melhor visão dos elementos arquitetônicos dela.
Assim como muitas outras residências da elite da época, a casa foi finalizada com refinamento técnico construtivo, e também fez parte do grupo de casas que foram as primeiras a receber banheiros com encanamento de água corrente. Outro item cujo uso se iniciou coincidentemente nessa época foi a veneziana. Para o piso, foi empregado o uso de madeira serrada, com junções mais perfeitas, o que favoreceu a popularização - entre os mais ricos - do uso de assoalhos encerados. Com isso, iniciou-se também um maior uso de tapetes e móveis mais finos.

## Família Franco de Mello

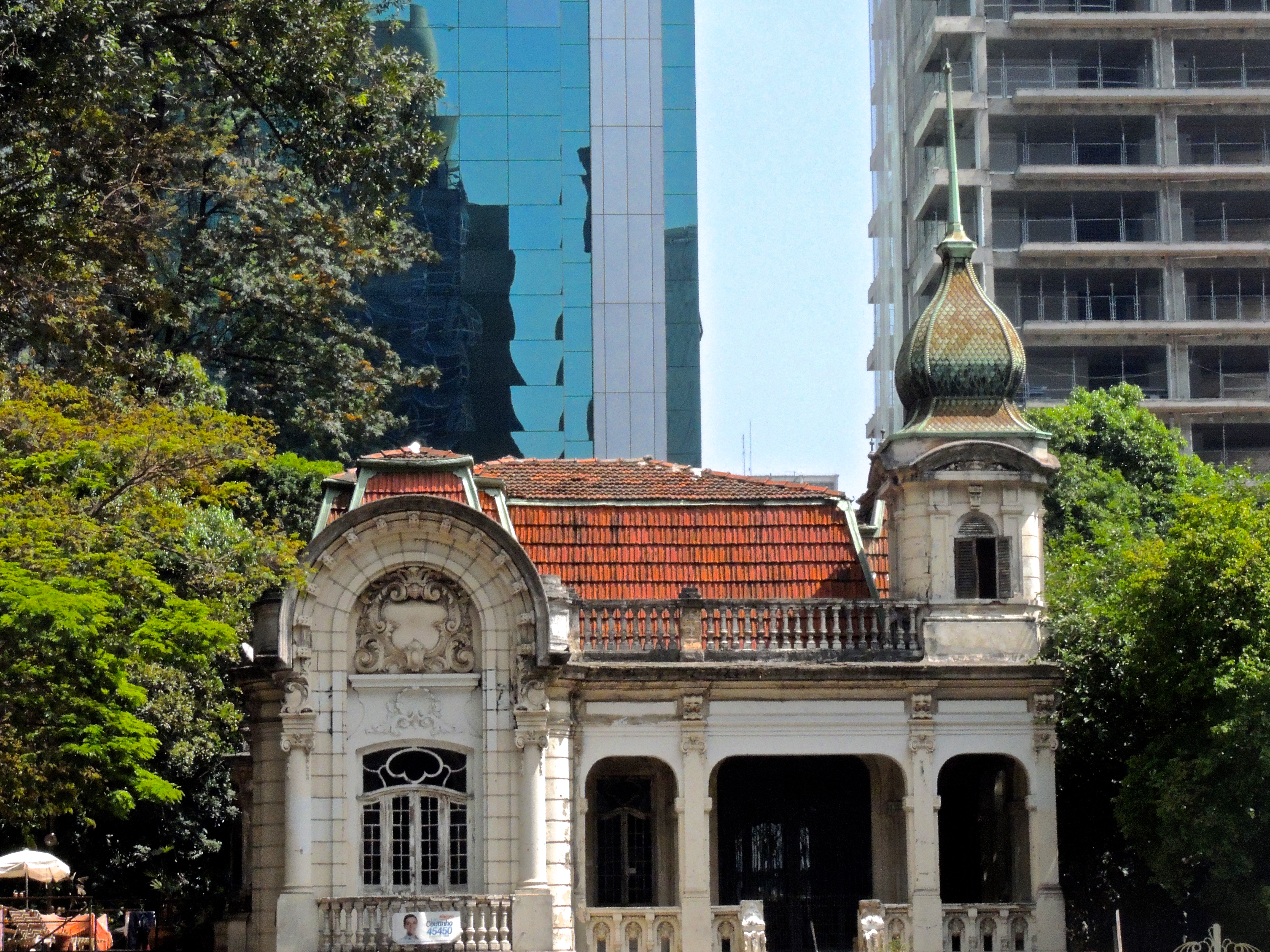
Casarão se encontra cercado por prédios nos dias atuais

O coronel Joaquim Franco de Mello, que dá o nome ao casarão, foi um rico agricultor. Dentre as inúmeras atividades exercidas por ele, fundou uma cidade no interior paulista e deu a ela o nome de sua esposa, Lavínia. Joaquim residiu no imóvel com sua esposa, Lavínia Daut Salles Lemme, e seus três filhos, Raphael, Rubens e Raul.
Raphael tornou médico, o Dr. Raphael Franco de Mello, e se manteve ativo na profissão por muitos anos nos meios médicos do Brasil. Raul, também médico, era o Dr. Raul Franco de Mello. Foi fundador do conselho de endocrinologia, membro da UNESCO e empresário da Comunidade Empresarial  da cidade de São Paulo e foi casado com  Charlotte Franke Franco de Mello, primeira consulesa na América Latina e representando o Governo estadunidense em São Paulo. O casal teve um filho, Joaquim Franco de Mello Neto, que se tornou pecuarista e empresário, atuando nas áreas da aviação e da construção civil. Já Rubens se tornou advogado, Dr. Rubens Franco de Mello, além de pecuarista e empresário. Exerceu até mesmo cargos públicos, ocupando o cargo de Secretário da Federação de Agricultura do Estado de São Paulo. Casado com Lia Junqueira Franco de Mello e depois com Ildenira Duquini, teve seis filhos no total e todos com Lia: Rubens Filho, Ricardo, Renato, Joaquim Mario, Rita Helene e Antônio Sérgio.
Outros ilustres membros da família Franco de Mello foram Dr. Ricardo Gumbleton Daut, patrono e médico do Instituto de Identificação da Polícia Civil do Estado de São Paulo; Dr. Prudente de Morais Barros, presidente do Brasil; Manoel Ferraz de Campos Salles e José de Salles Leme, cafeicultor, fundador da cidade de Barra Bonita, empresário e acionista majoritário da estrada de ferro Barra Bonita e também, é claro, seu genro, Joaquim Franco de Mello, fundador da cidade de Lavínia.

## Avenida Paulista

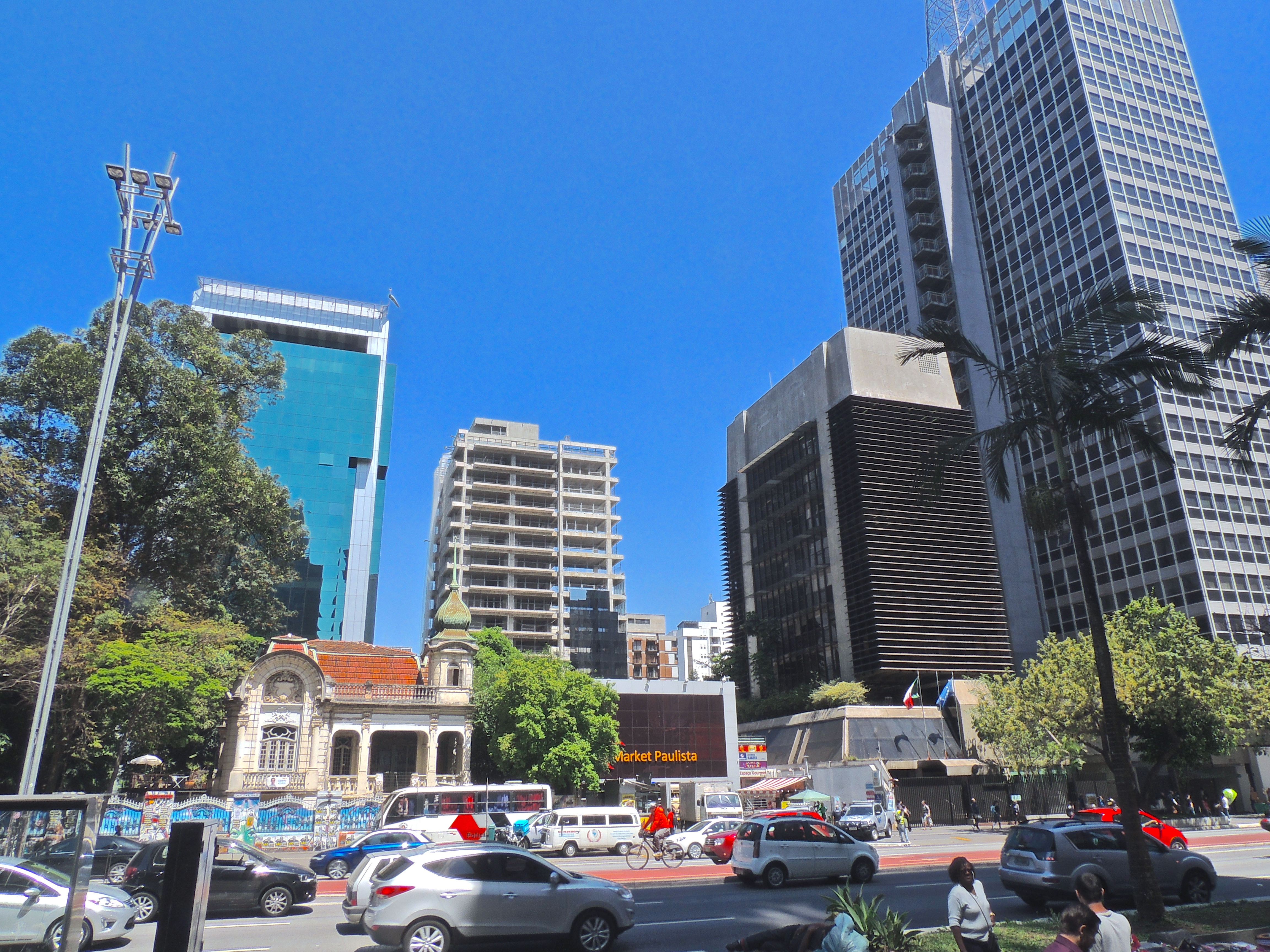
Casarão antiga fica em meio ao caos moderno da Avenida Paulista

A avenida Paulista é um dos mais importantes logradouros do município de São Paulo. Localizada na fronteira entre as zonas Centro-Sul, Oeste e Central, é uma das regiões mais altas da cidade, a cerca de 900 metros do nível do mar - por isso, é chamada de Espigão da Paulista.
A via é um dos principais centros financeiros da cidade, assim como um de seus mais famosos pontos turísticos, sendo conhecida como cartão postal da cidade. Além disso, ela também é um pólo cultural e de entretenimento, com diversos shoppings, cinemas, galerias de arte, museus, parques e livrarias.
Entre as paradas mais famosas, estão o MASP - Museu de Arte de São Paulo, o Hospital Santa Catarina, o Cine Belas Artes, o Reserva Cultural, a Livraria Cultura, o Prédio da Gazeta, o Parque Trianon, a Rua Augusta, o Shopping Cidade, o Pátio Paulista e o Mirante 9 de Julho.
A avenida foi fundada no dia oito de dezembro de 1891 e foi construída pelo engenheiro uruguaia Joaquim Eugênio de Lima. Entre os ilustres moradores da região, já passaram Ramos de Azevedo, diversos membros da família Matarazzo, como o Conde Francisco Matarazzo, e Cerqueira Cezar.

## Vila Fortunata
A Vila Fortunata era o lote vizinho ao da família Franco de Mello. Localizada no número 1853, a casa foi construída no ano de 1903 a pedido de Alexandre Honoré Marie Thiolier, que era proprietário da primeira livraria do município, a Casa Garrou. Antes de ser demolida, o casarão possuía o mesmo estilo eclético do Residência da família Franco de Mello. Hoje o terreno dá lugar ao Parque Mário Covas.

## Estado atual

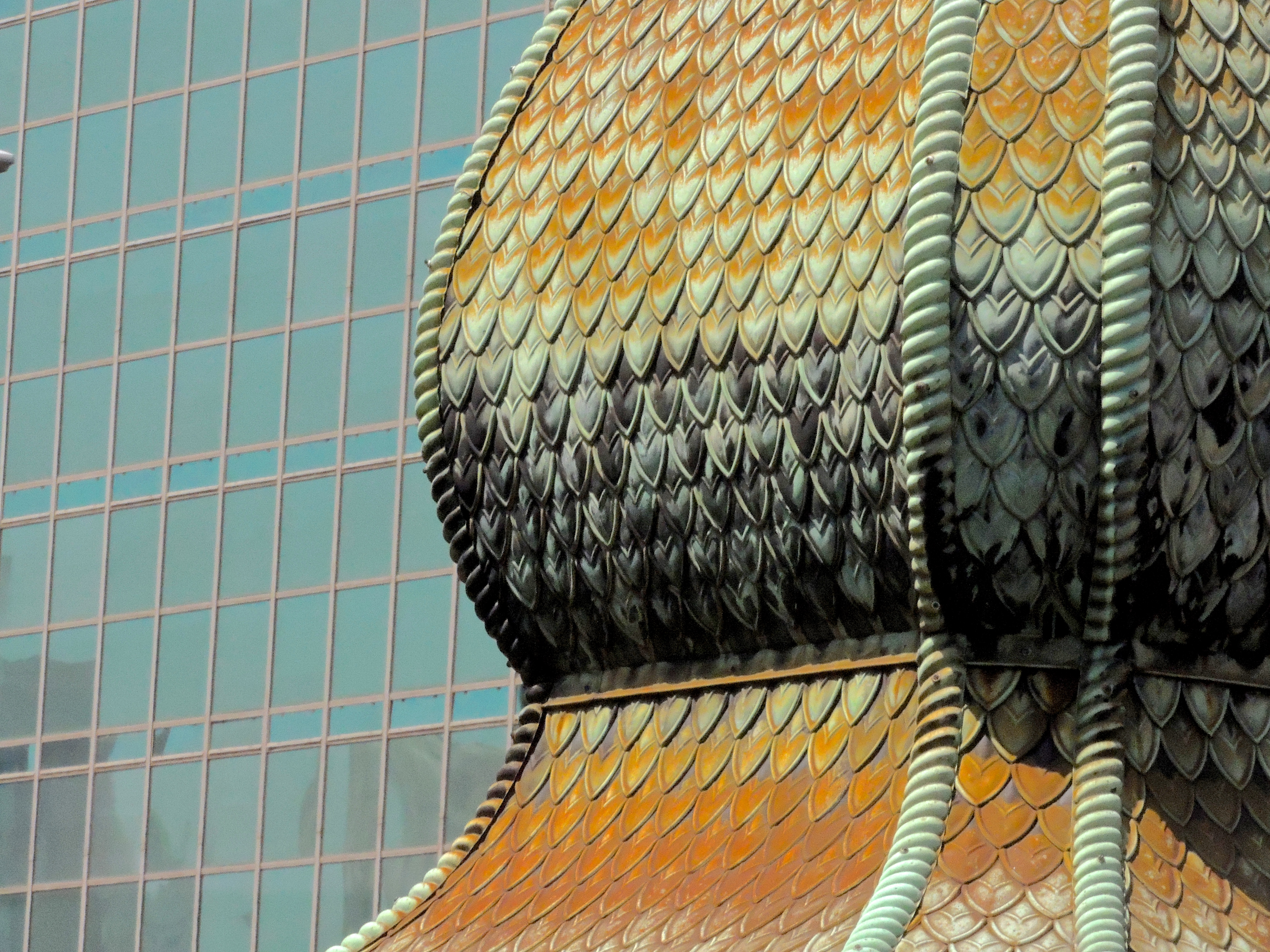
Contraste dos detalhes das telhas de cobre em escamas com prédio moderno ao fundo

Atualmente a residência vive grande litígio na Justiça. Após o processo de tombamento ter sido confirmado pelo CONDEPHAAT, em 1992, a família Franco de Mello recorreu contra a decisão temendo os danos financeiros que isso poderia trazer. O então proprietário do imóvel, Rubens Franco de Mello, entrou com uma ação contra o Estado pedindo indenização pelos prejuízos causados a sua família, no início de 2000. Em agosto do mesmo ano, o Supremo Tribunal de Justiça (STJ) aceitou o pedido e condenou o Estado a pagar o equivalente a 55 milhões de reais a família Franco de Mello. Porém, o governo paulista recorreu ao Supremo Tribunal Federal (STF) e ganhou na segunda instância.
Enquanto a batalha judicial se desenrola por 20 anos e o governo mina as possibilidades da família Franco de Mello utilizar do imóvel de maneira a gerar lucro - já tentaram montar uma discoteca e uma feira de frutas - a dívida vai crescendo. Segundo o STF, em decisão feita em 2012, o pagamento de mais de 118 milhões de reais já foi garantido. Porém tanto os advogados de defesa do imóvel e a Procuradoria-Geral do Estado (PGE) negam.
Há também um outro processo que investiga modificações feitas sem a devida autorização, além do péssimo estado de conservação da propriedade - o que prejudica as suas características originais. Em decisão da juíza Cynthia Thomé, da 6.ª Vara da Fazenda Pública, foi determinado que os réus - a família Franco de Mello - apresentassem em período determinado de 90 dias um projeto de restauro ao patrimônio histórico e assim que este fosse aprovado, que se iniciariam as obras.

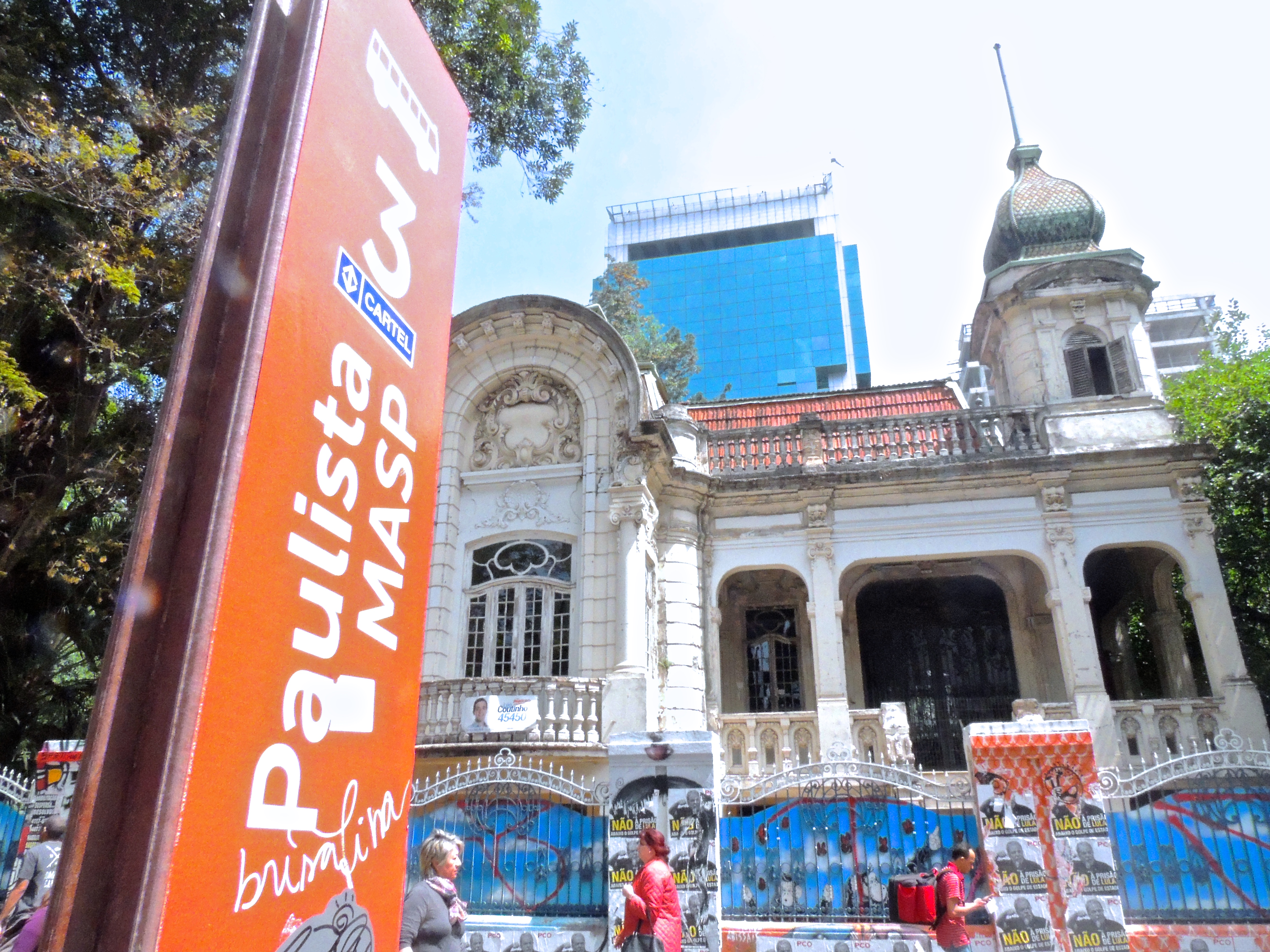
Ponto de parada da Linha Circular Turismo fica bem em frente ao casarão

Os herdeiros responderam a ação vinda do Ministério Público em 2009 alegando que o imóvel não mais pertencia a eles, mas sim ao Estado, que deveria ser o responsável pela manutenção. A justificativa era de que o tombamento causou uma total desvalorização do imóvel, e deste modo eles entregariam de forma forçada a residência ao governo.
No ano seguinte, em 2010, a Justiça determinou uma multa diária e fixa de R$ 5 mil para que as reformas emergenciais fossem feitas, porém em vão. Os herdeiros se defenderam alegando que os órgãos competentes não autorizaram o início das obras. Para a juíza a família teria condições de bancar as despesas milionárias da reforma, através da venda do restante do patrimônio deixado em herança ou mesmo pagar a multa e as dívidas do Imposto Predial e Territorial Urbano (IPTU).
Enquanto não se decide de quem é a conta, o imóvel passa parado no tempo. Uma proposta foi redigida para transformar o local no Museu da Diversidade, mas essa ideia nunca saiu do papel, apesar da ampla divulgação da imprensa em 2014.
Embora o futuro esteja incerto, o casarão atrai olhares de turistas e curiosos. Por coincidência, um dos pontos de parada da Linha Circular Turismo fica bem em frente ao casarão.

## Renato Franco de Mello

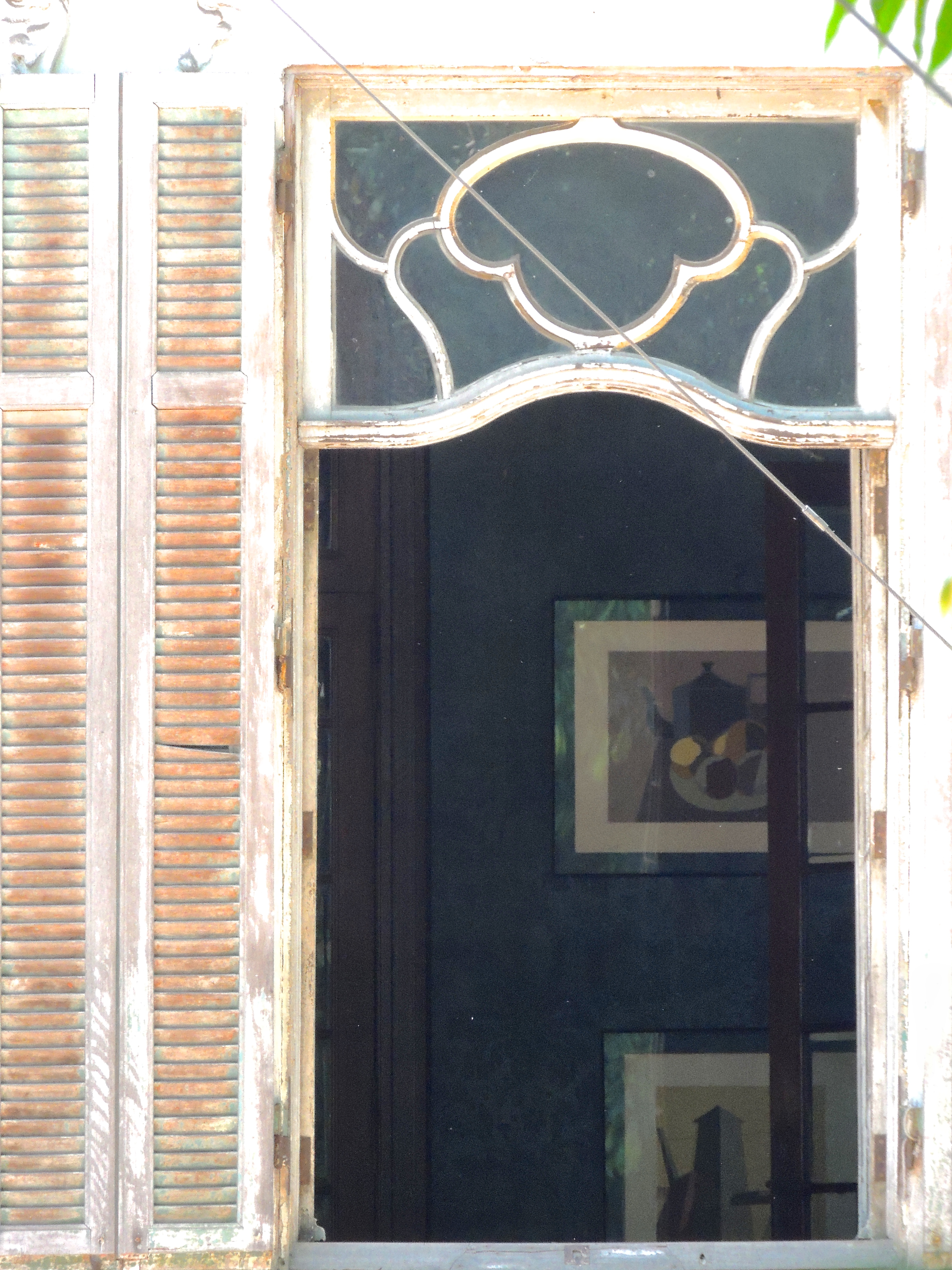
Detalhe do interior da casa revela obras de arte modernas

No meio tempo, a casa foi habitada por um dos herdeiros, o Renato Franco de Mello. Como o resto de seus primos, Renato vivia da herança da família e dos lucros da fazenda Primavera, localizada nos arredores de Araçatuba e que se dedicava ao cultivo de cana-de-açúcar e a criar algumas centenas de cabeças de gado. No início da década, Renato decidiu fechar o seu pequeno antiquário, que ficava na rua Oscar Freire e se mudou para a região de Provence, na França.
No entanto, a fazenda da família foi desapropriada pelo governo federal em 2002, em nome da reforma agrária. Com 105 famílias trabalhando onde antes eram as terras dos Franco de Mello, Renato se viu obrigado a voltar ao Brasil em 2006. Por conta de sua experiência no antiquário e por seu gosto pessoal por coisas antigas, a ele foi incumbido a missão de tomar conta do palacete na avenida Paulista, evitando que sem-tetos invadam a propriedade e que ela fique abandonada.
Renato morreu em fevereiro de 2019, vítima de um câncer.
Mesmo sem ter poder de decisão sobre o destino do local, Renato gostaria de vê-lo transformado em um museu dedicado à  história da própria casa, com uma reconstituição de seu mobiliário original.

## Galeria

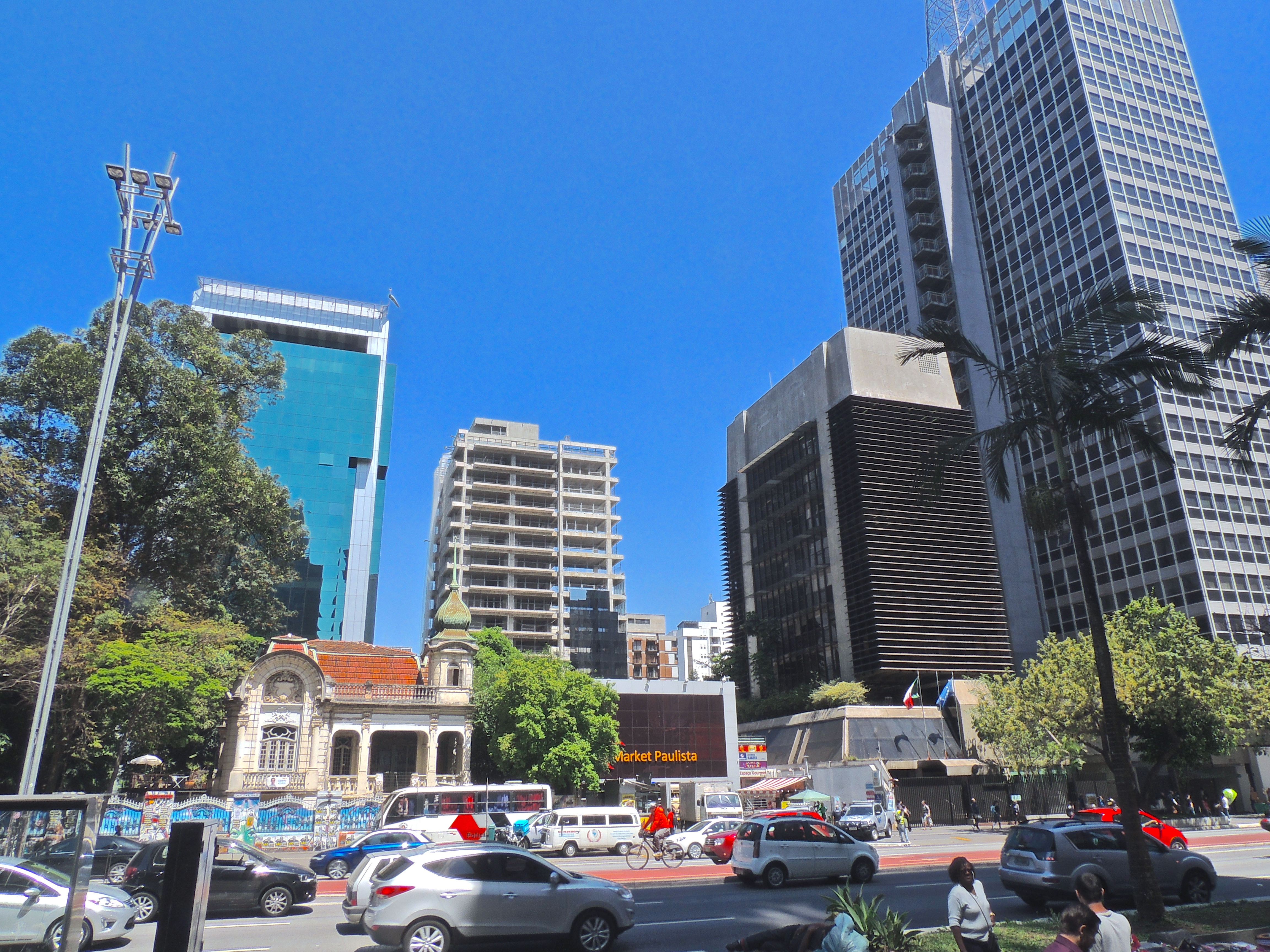
Casarão em meio à Avenida Paulista
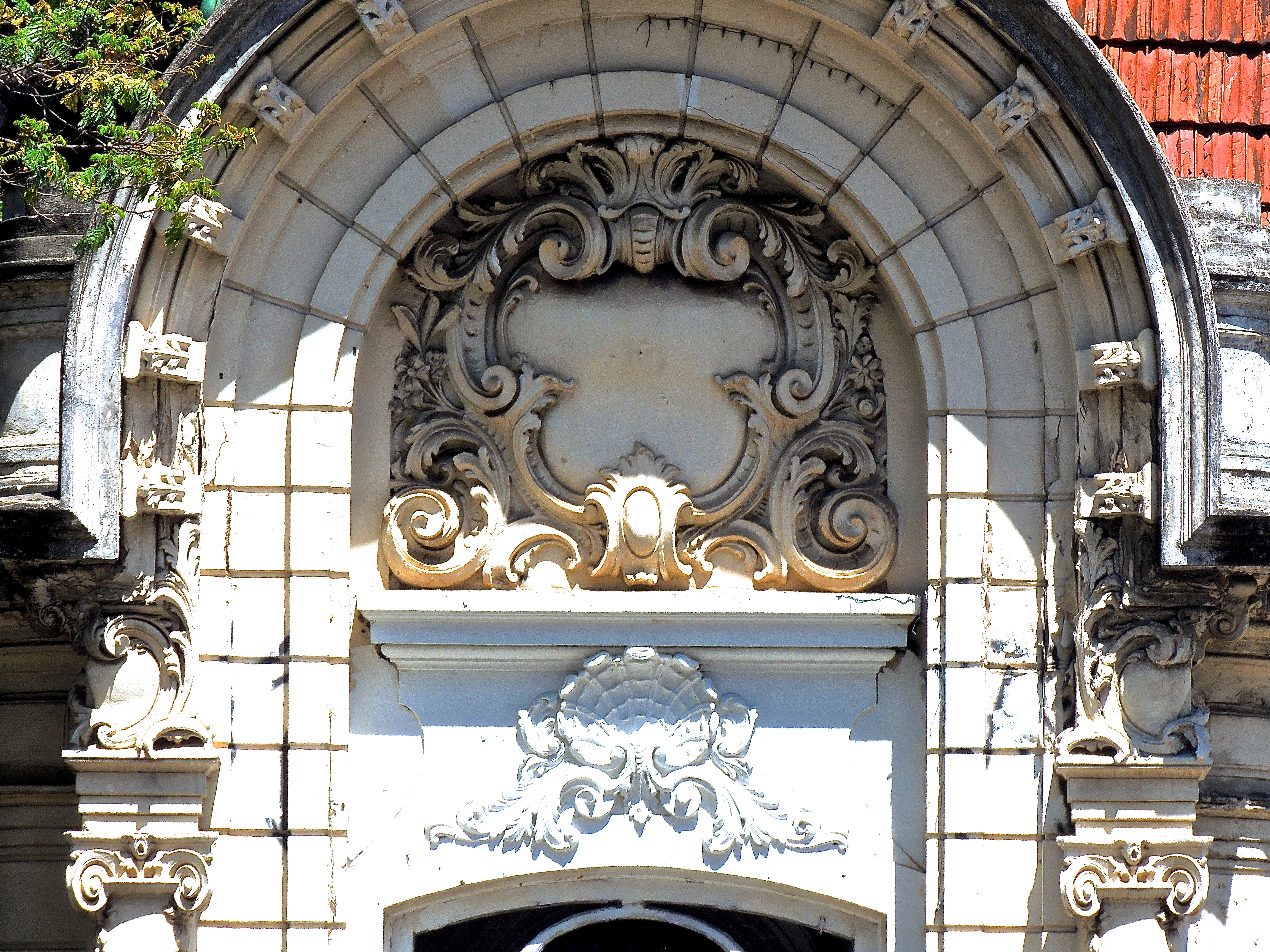
Detalhes da torre do palacete
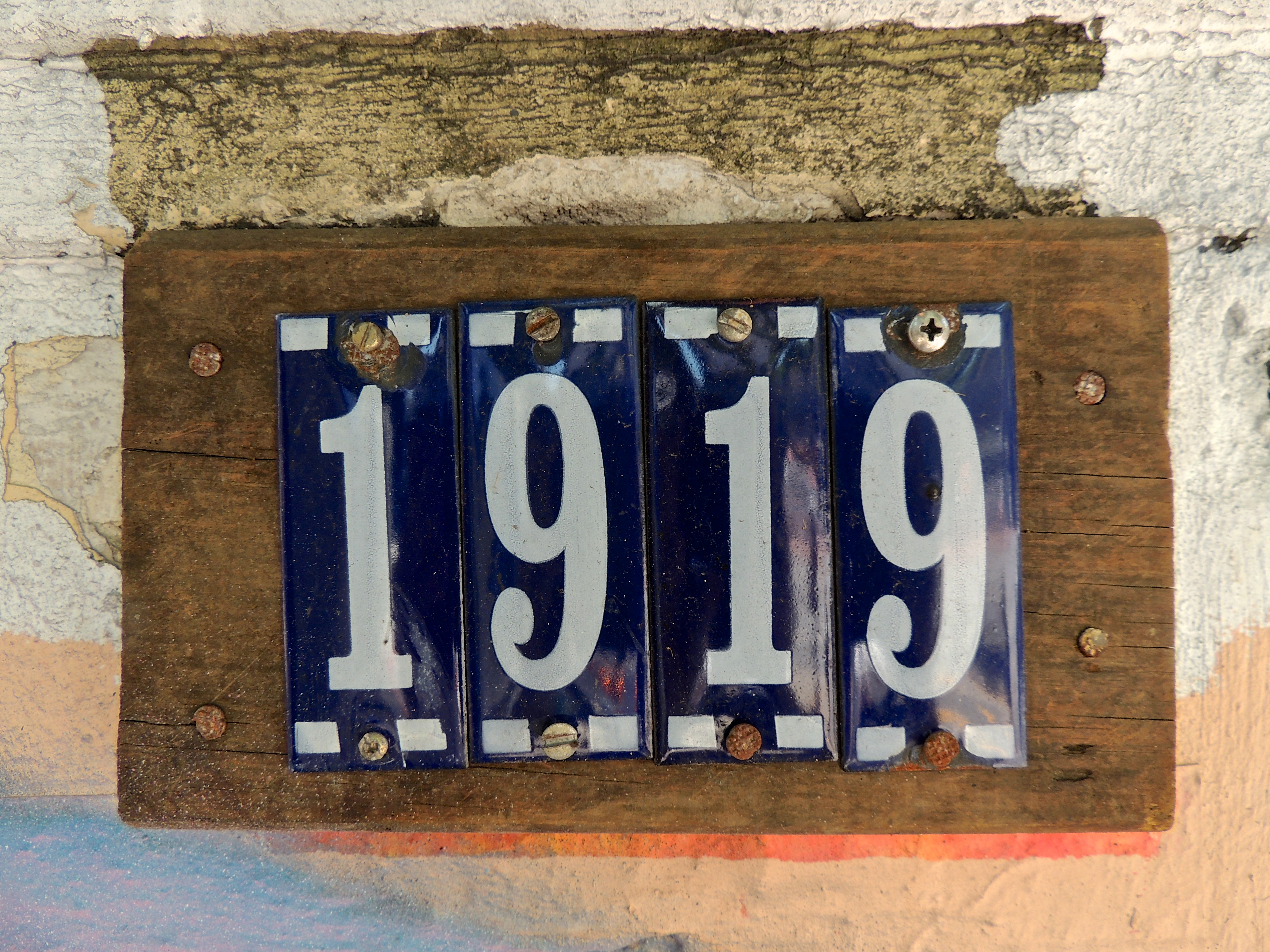
Detalhe do número da residência
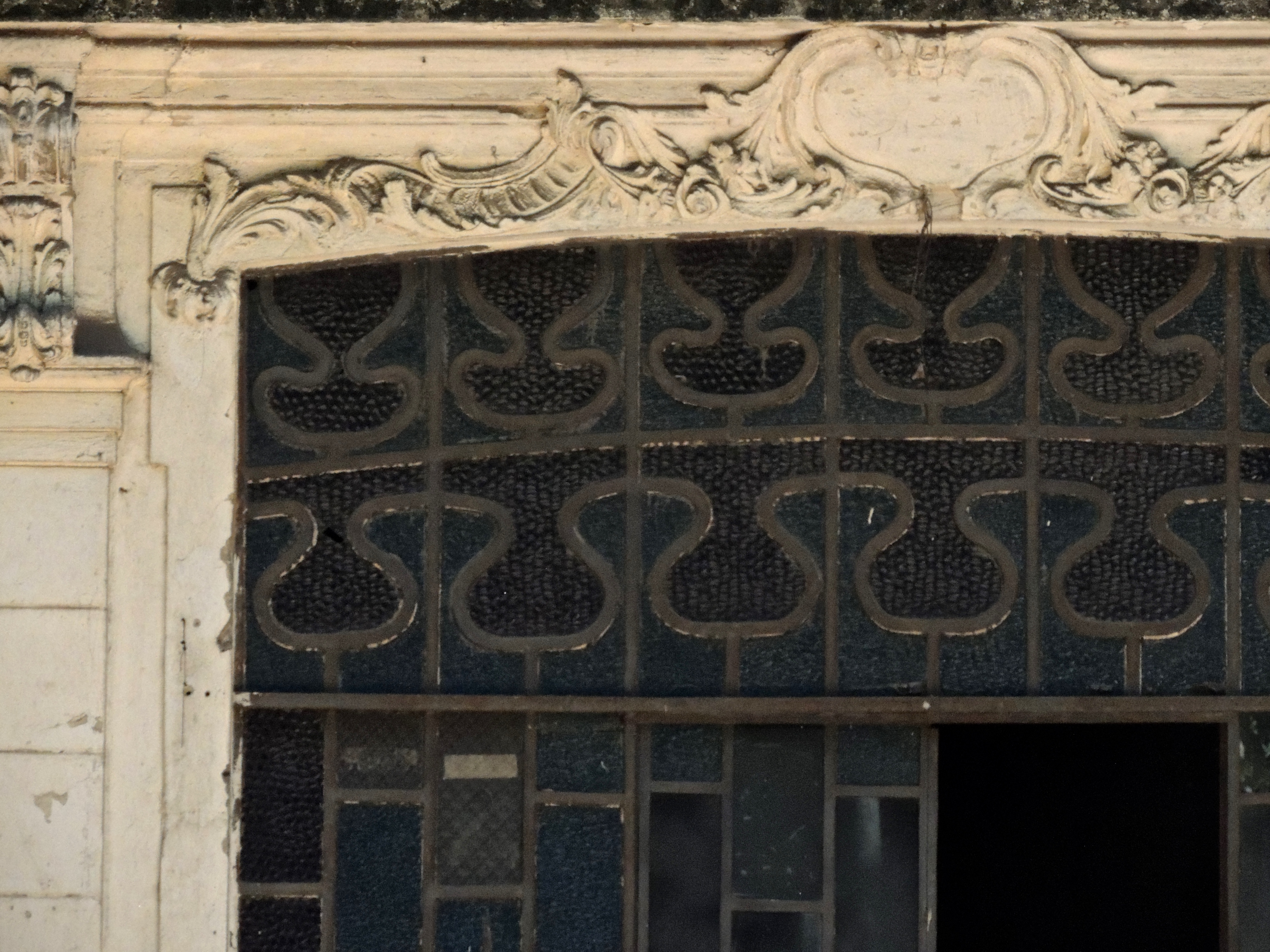
Detalhe do vitral do imóvel
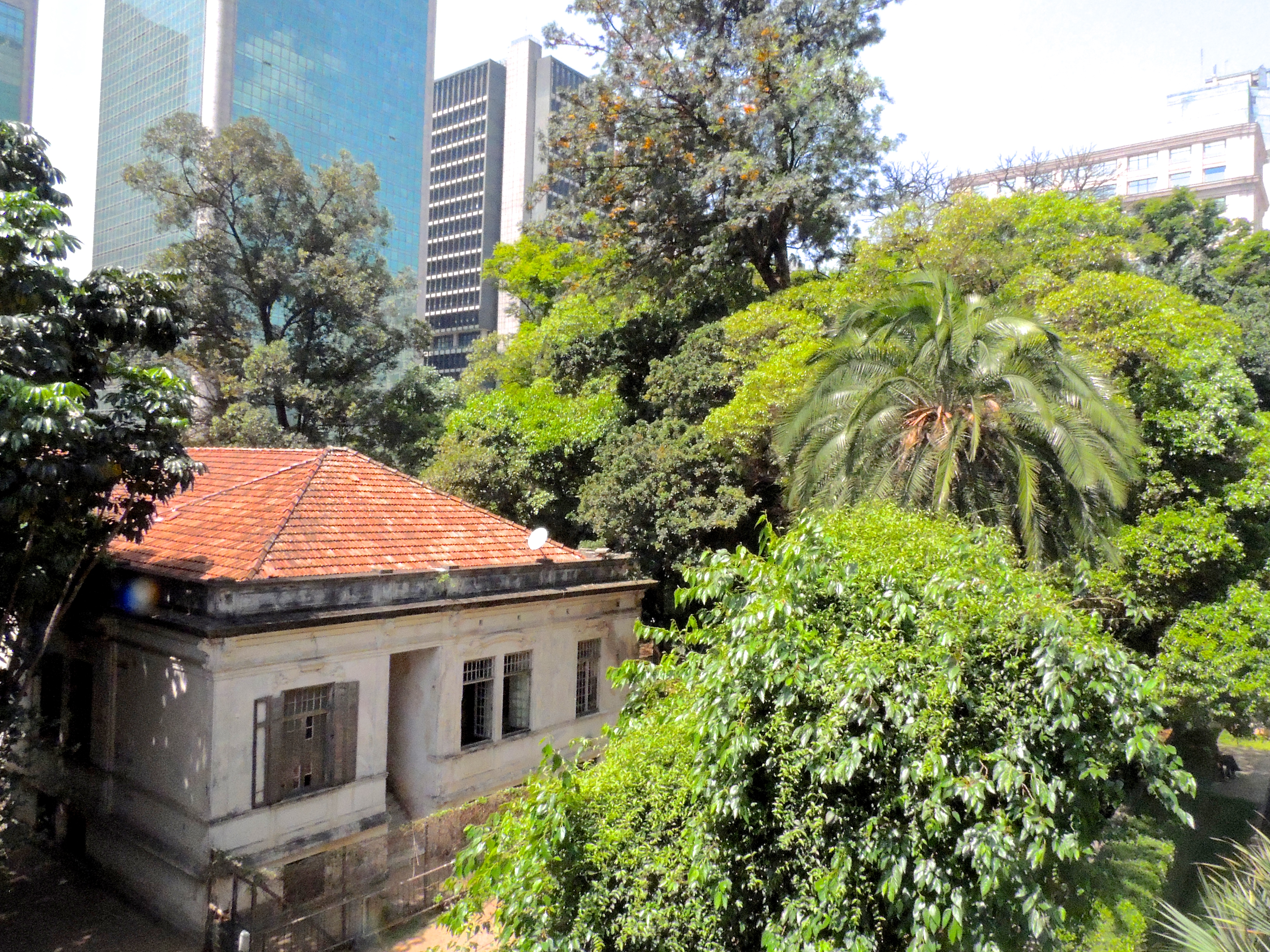
Parte dos fundos da casa com parte da vegetação